# Fundulopanchax spoorenbergi
Fundulopanchax spoorenbergi är en fiskart som först beskrevs av Berkenkamp, 1976.  Fundulopanchax spoorenbergi ingår i släktet Fundulopanchax och familjen Nothobranchiidae. IUCN kategoriserar arten globalt som otillräckligt studerad. Inga underarter finns listade i Catalogue of Life.